# Calycolpus alternifolius
Calycolpus alternifolius är en myrtenväxtart som först beskrevs av Henry Allan Gleason, och fick sitt nu gällande namn av Leslie Roger Landrum. Calycolpus alternifolius ingår i släktet Calycolpus och familjen myrtenväxter. Inga underarter finns listade i Catalogue of Life.